# Tolfenpyrad
Tolfenpyrad ist eine chemische Verbindung aus der Gruppe der Pyrazol-5-carbonsäureamide und ein Insektizid, welches im Jahr 2000 von Mitsubishi Chemical (heute Nihon Nōyaku) eingeführt wurde.

## Verwendung
Tolfenpyrad wird gegen zahlreiche Schadinsekten im Gemüse-, Obst- und Zierpflanzenanbau eingesetzt. Es ist besonders wirksam gegen Läuse und Thripse.
Außerdem besitzt Tolfenpyrad eine fungizide Nebenwirkung.

## Zulassung
In den Staaten der EU und in der Schweiz sind keine Pflanzenschutzmittel mit diesem Wirkstoff zugelassen.